# Método de May-Grunwald-Giemsa
Método de May-Grunwald-Giemsa, difere-se da coloração no método pan-óptico  pois não utiliza corantes ácidos e básicos, uma vez que seu principio utiliza corantes neutros. É uma técnica de coloração de esfregaço sanguíneo, que utiliza corante de May-Grunwald,  álcool metílico puro, giemsa em pó e glicerina.

## Método
Pode ser comprado pronto ou feito em laboratório:

### Preparação 1
- Corante de May-Grunwald
- Álcool metílico puro

### Preparação 2
- Giemsa em pó
- Glicerina
- Álcool metílico puro

(Recomenda-se a diluição do corente de Giemsa na proporção 1:20 na hora do preparo e gotejar sobre a lâmina)

### Técnica
O esfregaço é colocado sobre um suporte de vidro e coberto com 20 gotas do corante durante 3 minutos, como fixador. Adiciona-se 20 gotas de água destilada de reação neutra, por 1 minuto, misturando. Deixa-se a solução escorrer, sem lavar e adiciona-se 20 gotas  da preparação 2. Deixa-se agir por 15 minutos, lavando sempre com água corrente. Depois de seco, pode ser observado ao microscópio com objetiva de imersão.

## Observação
| Granulócito neutrófilo | Granulócito eosinófilo | Granulócito basófilo |
| ---------------------- | ---------------------- | -------------------- |
|                        |                        |                      |